# دليله إل. بيسلي
دليله إل. بيسلي (بالإنجليزية: Delilah L. Beasley)‏ هي صحفية ومؤرخة أمريكية، ولدت في 9 سبتمبر 1871 في سينسيناتي في الولايات المتحدة، وتوفيت في 18 أغسطس 1934 في سان ليندرو في الولايات المتحدة.